# 루트비히 도나트

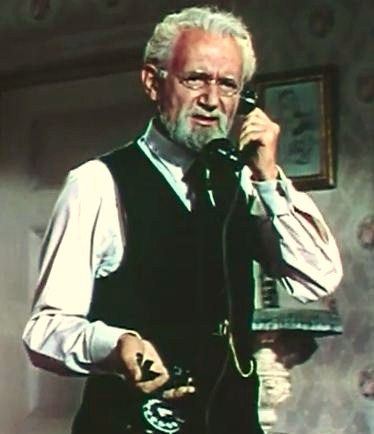

루트비히 도나트(독일어: Ludwig Donath, 1900년 3월 6일 ~ 1967년 9월 29일)는 오스트리아의 배우이다.
빈에서 태어났으며 뉴욕에서 사망하였다. 사인은 백혈병이다.

## 영화
- 0011 나폴레옹 솔로 - 스파이 인 더 그린 햇 (1966년)
- 찢어진 커튼 (1966년)
- 첩보원 0011 (1964년)
- 바그다드의 베일  (1953년)
- 시로코 (1951년)
- 위대한 카루소 (1951년)
- 졸슨 스토리 2 (1949년)
- 진 호크의 정체 (1948년)
- 길다 (1946년)
- 졸슨 스토리 (1946년)